# 건담 G의 레콘기스타 1: 가라! 코어 파이터
《건담 G의 레콘기스타 1: 가라! 코어 파이터》(일본어: 劇場版『Ｇのレコンギスタ I』「行け！コア・ファイター」)은 2019년 11월 29일에 개봉된 일본의 애니메이션 영화이다.

## 출연

### 주연
- 이시이 마크 : 벨리 제남 역
- 시마무라 유우 : 아이다 스루간 역
- 후쿠이 유카리 : 라라이야 먼데이 역
- 코토부키 미나코 : 노레도 너그 역
- 오오사카 료타 : 클림 닉 역

### 조연
- 사토 타쿠야 : 루인 리 역